# Fritz Stolze
Fritz Hans Wilhelm Stolze (Hannover, 20 dicembre 1910 – Hannover, 6 marzo 1972) è stato un pallanuotista tedesco, vincitore di una medaglia d'argento all'olimpiade di Berlino 1936.